# ملیبو (فیلم)
ملیبو (انگلیسی: Malibu) فیلمی است که در سال ۱۹۸۳ منتشر شد.

## بازیگران
- سوزان دی
- کیم نواک
- جیمز کابرن
- ریچارد مالیگن
- اوا ماری سنت
- تروا دوناهو
- چاد اورت
- ولری پرین
- آن جیلیان
- جرج همیلتون
- جنی‌لی هریسون